# Kayla Harrison
Kayla Harrison (Middletown, 2 de juliol de 1990) és una esportista estatunidenca que competeix en judo.
Va participar en dos Jocs Olímpics d'Estiu els anys 2012 i 2016, obtenint dues medalles, or a Londres 2012 i or a Rio de Janeiro 2016. Als Jocs Panamericans va aconseguir dues medalles d'or els anys 2011 i 2015.
Va guanyar tres medalles al Campionat Mundial de Judo entre els anys 2010 i 2014, i cinc medalles al Campionat Panamericà de Judo entre els anys 2010 i 2016.

## Palmarès internacional
| Jocs Olímpics        | Jocs Olímpics               | Jocs Olímpics | Jocs Olímpics |
| Any                  | Lloc                        | Medalla       | Categoria     |
| -------------------- | --------------------------- | ------------- | ------------- |
| 2012                 | Londres ( Regne Unit)       | 1             | –78 kg        |
| 2016                 | Rio de Janeiro ( Brasil)    | 1             | –78 kg        |
| Campionat Mundial    |                             |               |               |
| Any                  | Lloc                        | Medalla       | Categoria     |
| 2010                 | Tòquio ( Japó)              | 1             | –78 kg        |
| 2011                 | París ( França)             | 3             | –78 kg        |
| 2014                 | Txeliàbinsk ( Rússia)       | 3             | –78 kg        |
| Jocs Panamericans    |                             |               |               |
| Any                  | Lloc                        | Medalla       | Categoria     |
| 2011                 | Guadalajara ( Mèxic)        | 1             | –78 kg        |
| 2015                 | Toronto ( Canadà)           | 1             | –78 kg        |
| Campionat Panamericà |                             |               |               |
| Any                  | Lloc                        | Medalla       | Categoria     |
| 2010                 | San Salvador ( El Salvador) | 3             | –78 kg        |
| 2011                 | Guadalajara ( Mèxic)        | 1             | –78 kg        |
| 2013                 | San José ( Costa Rica)      | 3             | –70 kg        |
| 2015                 | Edmonton ( Canadà)          | 2             | –78 kg        |
| 2016                 | l'Havana ( Cuba)            | 1             | –78 kg        |